# 羲叔
羲叔（?—?），中國上古人物。根據《史記·五帝本紀》、《尚書·堯典》記載，羲叔是堯的大臣。堯命他居住在南交，觀察太陽到達北迴歸線，日永（白天最長），觀察大火星（心宿二），來確定夏至。以方便夏天的耕作。